# Ивана Шоят-Кучи
Ивана Шоят-Кучи (на хърватски: Ivana Šojat-Kuči) е хърватска журналистка, преводачка, поетеса и писателка на произведения в жанра лирика и драма.

## Биография и творчество
Ивана Шоят-Кучи е родена на 26 февруари 1971 г. в Осиек, Хърватия. Завършва гимназия с журналистическа специализация в родния си град. В продължение на две години следва математика и физика във Факултета по педагогика на Университета „Йосиф Щросмайер“ в Осиек. През август 1991 г. се присъединява към Хърватската война за независимост, като работи като секретар и преводач в периода 1992 – 1993 г. в службата на хърватското Министерство на отбраната за връзки с ООН и Европейския съюз.
През 1993 г. тя се премества в Белгия, където завършва френска филология. В продължение на една година е кореспондент на „Глас на Славония“ от Брюксел. В продължение на шест години активно се занимава с художествен превод, и допринася като редактор за различни литературни списания.
Завръща се в Хърватия през 2001 г. и работи в Хърватския национален театър в Осиек. От 2003 г. е член на Дружеството на хърватските писатели. На местните избори в Република Хърватия през 2017 г. е кандидат на Хърватския демократичен съюз за кмет на Осиек.
Ивана Шоят-Кучи пише есета, поезия, разкази, романи и литературни преводи.
Първата ѝ книга, стихосбирката „Hiperbole“ (Хипербола), е издадена през 2000 г.
Първият ѝ роман „Šamšiel“ (Шамшел) е издаден през 2002 г. Сюжетът му преплита темите за любовта и омразата с ужасите на войните и следвоенното помирение. Той получава наградата „Йосип и Иван Козарац“ за дебют на фестивала „Дни на Йосип и Иван Козарац“.
През 2009 г. е издаден романа ѝ „Унтерщат“. Историята проследява борбата на семейство от малцинствена група по време на социално-политически сътресения. Сюжетът е изграден върху исторически записи по повод проблемно семейство фолксдойче, живеещо в Югославия в продължение на четири поколения. Романът получава множество отличия: наградите „Ксавер Шандор Гялски“, „Фран Галович“, „Йосип и Иван Козарац“ за най-добър роман и наградата „Владимир Назор“.
Романът „Унтерщат" е драматизиран и режисиран за пиеса със същото заглавие в Хърватския национален театър в Осиек. Пиесата спечели три награди през 2012 г.: Наградата на публиката за пиеса на годината на портала „Teatar.hr“, Хърватската актьорска награда за най-добра пиеса и Хърватската актьорска награда за най-добро режисьорско постижение.
Тя прави преводи от френски и английски език и е превеждала книги на Амели Нотомб, Роланд Барт, Реймънд Карвър, Гао Синдзян, Пат Баркър, Нурудин Фара, Алис Себолд, Муса Набати, Люк Бесон, Пол Остър, Матиас Енар, и др.
За работата си е удостоена през 2016 г. с Ордена на хърватската Даница с фигурата на Марко Марулич за популяризиране на хърватската култура в страната и в чужбина.
Ивана Шоят-Кучи живее със семейството си в Осиек.

## Награди
- Награда „Йосип и Иван Козарац“ на фестивала „Дни на Йосип и Иван Козарац“ 2002 за романа „Šamšiel“[5]
- Награда „Ксавер Шандор Гялски“ за романа „Унтерщат“[6]
- Награда „Фран Галович“ за романа „Унтерщат“[7]
- Награда „Йосип и Иван Козарац“ на фестивала „Дни на Йосип и Иван Козарац“ 2010 за романа „Унтерщат“[8]
- Награда „Владимир Назор“ за романа „Унтерщат“[9]
- Награда „Иван Мерц“ за стихосбирката „Utvare“ (Призраци), 2005 г.[10]
- Признание на град Осиек за специален принос в литературата, 2011 г.[11]
- Орден на хърватската Даница с фигурата на Марко Марулич за популяризиране на хърватската култура в страната и в чужбина, 2016 г.[12][13]

## Произведения

### Самостоятелни романи
- Šamšiel (2002)
- Unterstadt (2009)
Унтерщат, изд.: ИК „Персей“, София (2018), прев. Таня Попова
- Ničiji sinovi (2012)
- Jom Kipur (2014)
- Ezan (2018)

### Поезия
- Hiperbole (2000)
- Uznesenja (2003)
- Utvare (2005)
- Sofija plaštevima mete samoću (2008)
- Ljudi ne znaju šutjeti (2016)

### Сборници
- Kao pas (2006) – разкази
- Emet i druge priče (2016) – разкази

### Новели
- Mjesečari (2008)
- Ruke Azazelove (2011)

### Документалистика
- I past će sve maske (2006) – есета